# Grendel
Grendel és un gegant que apareix al poema èpic anglosaxó Beowulf (700–750) i un suposat descendent de Caín. És un ésser marginal, condemnat a vagabundejar la terra que terroritza i de tant en tant devora els homes del rei danès Hrothgar per venjar-se de la seva sort, fins que és derrotat per l'heroi. La seva mare vol venjar-se de Beowulf per la mort del seu fill però no ho aconsegueix i Beowulf l'assassina igualment. D'aquest personatge destaca la força física i la seva lletjor, fet que ha portat a representar-lo com un ogre deforme. Grendel és interpretat com a símbol del paganisme vençut pel cristianisme, simbolitzat per Beowulf. És una figura popular als còmics del segle xx i als vídeojocs.
És un dels tres antagonistes del poema (juntament amb la seva mare i el drac), tots alineats en oposició contra el protagonista Beowulf. Grendel és temut per tots a Heorot menys per Beowulf. Descendent de Caín, Grendel és descrit com "una criatura de les tenebres, exiliada de la felicitat i maleïda de Déu, el destructor i devorador de la nostra espècie humana". Normalment se'l representa com un monstre o un gegant, encara que el seu estatus com a monstre, gegant o una altra forma de ser sobrenatural no es descriu clarament al poema i, per tant, continua sent objecte de debat acadèmic. El personatge de Grendel i el seu paper a la història de Beowulf han estat objecte de nombroses reinterpretacions i reimaginacions.

## Història

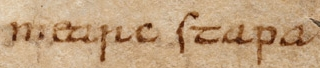
L'autor de Beowulf utilitza sovint diverses frases substitutives per al nom de Grendel com aquesta, el '"mark-stepper", un habitant de la frontera.

Grendel és un personatge del poema Beowulf, conservat al Còdex Nowell. Grendel, maleït com a descendent del Caín bíblic, està "afligit" pels sons del cant que venen cada nit de la sala d'hidromel d’Heorot construïda pel rei Hrothgar. És incapaç de suportar-ho més i ataca Heorot. Grendel continua atacant la sala cada nit durant dotze anys, matant els seus habitants i fent inutilitzable aquesta magnífica sala d'hidromel. Per afegir a la seva monstruosa descripció, el poeta detalla com Grendel consumeix els homes que mata; "ara que podia esperar menjar-se'l".
Beowulf s'assabenta d'aquests atacs i abandona la seva terra natal dels gots d'Escandinàvia per destruir Grendel. El rei Hrothgar li dona una càlida benvinguda, que fa un banquet de celebració. Després, Beowulf i els seus guerrers van a dormir a la sala d'hidromel per esperar l'atac inevitable de la criatura. Grendel camina fora de l'edifici durant un temps, espiant els guerrers que hi ha a dins. Aleshores fa un atac sobtat, rebentant la porta amb els punys i continua per l'entrada. El primer guerrer que troba Grendel encara dorm, així que agafa l'home i el devora. Grendel agafa un segon guerrer, però es sorprèn quan el guerrer torna amb una força temible. Mentre Grendel intenta desenganxar-se, el lector descobreix que Beowulf és el segon guerrer. Beowulf no utilitza ni arma ni armadura en aquesta lluita. Tampoc confia en els seus companys i no els necessitava. Confia que Déu li ha donat força per derrotar a Grendel, a qui creu que és l'adversari de Déu. Finalment, Beowulf arrenca el braç de Grendel, ferint mortalment la criatura. Grendel fuig però mor al seu cau del pantà. Allà, Beowulf s'enfronta més tard a una batalla ferotge amb la mare de Grendel, sobre la qual triomfa encara que només sigui gràcies a una espasa trobada allà. Després de la seva mort, Beowulf troba el cadàver de Grendel i li treu el cap, que ell guarda com a trofeu. Beowulf torna llavors a la superfície i als seus homes a la "novena hora" (l. 1600, "nōn", cap a les 3 de la tarda). Torna a Heorot, on un Hrothgar agraït l'omple de regals.

## Tolkien
El 1936, Beowulf: The Monsters and the Critics de J. R. R. Tolkien va parlar de Grendel i el drac a Beowulf. Tolkien argumenta que "els esperits malignes van prendre forma visible" en els personatges de Grendel i el drac; tanmateix, la preocupació de l'autor se centra en Beowulf. Tolkien assenyala que si bé Grendel té orígens cristians com a descendent de Caín, "no es pot dissociar de les criatures del mite del nord". Tolkien també defensa la importància del paper de Grendel en el poema com un "inici eminentment adequat" que prepara l'escenari per a la lluita de Beowulf amb el drac: "El triomf sobre el menor i més gairebé humà es cancel·la per la derrota davant el més vell i el més elemental". L'assaig de Tolkien va ser el primer treball d'erudició en què la literatura anglosaxona va ser examinada seriosament pels seus mèrits literaris, no només per aprendre sobre els orígens de la llengua anglesa, o quina informació històrica es podia extreure del text, com era habitual el segle xix. Tolkien també va escriure la seva pròpia traducció de Beowulf, titulada "Beowulf: A Translation and Commentary juntament amb Sellic Spell", entre 1920 i 1926.

## Descripció física
Durant les dècades posteriors a l'assaig de Tolkien, la descripció exacta de Grendel va ser debatuda pels estudiosos. De fet, com que la seva aparença exacta mai no és descrita directament en anglès antic pel poeta original de Beowulf, una part del debat gira al voltant del que se sap, és a dir, la seva descendència del bíblic Caïn (el primer assassí de la Bíblia). Grendel s'anomena sceadugenga - "caminador d'ombres", és a dir, "nocturn" - atès que el monstre es va descriure repetidament que es trobava al sudari de la foscor.
Una interpretació visual és la representació de Grendel a la pel·lícula Beowulf de Robert Zemeckis de 2007.

#### Interpretacions
Alguns estudiosos han relacionat la descendència de Grendel de Caín amb els monstres i gegants de la tradició de Caín.
Seamus Heaney, en la seva traducció de Beowulf, escriu a les línies 1351–1355 que Grendel té una forma vagament humana, encara que molt més gran:
... l'altre, deformat en forma d'home, es mou més enllà del pàl·lid més gran que qualsevol home, un naixement antinatural anomenat Grendel per la gent del camp en dies anteriors.
La traducció de Heaney de les línies 1637–1639 també assenyala que el cap de Grendel és tan gran que calen quatre homes per transportar-lo. A més, a les línies 983–989, quan s'inspecciona el braç trencat de Grendel, Heaney el descriu com una coberta d'escates impenetrables:
Cada clau, escala d'urpa i esperó, cada espiga a la mà d'aquell brut era com acer amb pues. Tothom va dir no hi havia ferro polit prou dur per perforar-lo, cap fulla que podria tallar la seva brutal urpa de sang
Alfred Bammesgerber mira de prop la línia 1266 on es diu que l'ascendència de Grendel són els "esperits mal engendrats" que van sorgir de Caín després de ser maleït. Argumenta que les paraules en anglès antic, geosceaftgasta, s'han de traduir com "la gran creació antiga dels esperits".
Peter Dickinson (1979) va argumentar que considerant que la distinció considerada entre l'home i la bèstia en el moment en què es va escriure el poema era simplement el bipedisme de l'home, la descripció donada de Grendel com a home no implica necessàriament que Grendel estigui pensant en un ésser humanoide, i per això afirma que Grendel podria haver estat fàcilment un drac bípede. Altres estudiosos com Sherman Kuhn (1979) han qüestionat la descripció de Grendel com a monstre, afirmant:
| « | Hi ha cinc casos en disputa de āglǣca [tres dels quals són a Beowulf, línies] 649, 1269, 1512... A la primera... el referent pot ser Beowulf o Grendel. Si el poeta i el seu públic sentissin que la paraula tenia dos significats – monstre i heroi – l'ambigüitat seria problemàtica; però si per āglǣca entenguessin un lluitador, l'ambigüitat tindria poca importància, perquè la batalla estava destinada tant a Beowulf com a Grendel i tots dos eren ferotges lluitadors (216–217). | » |

Katherine O'Keefe ha suggerit que Grendel s'assembla a un berserker, a causa de nombroses associacions que semblen apuntar a aquesta possibilitat.
Sonya R. Jensen defensa una identificació entre Grendel i Agnar, fill d'Ingeld, i suggereix que la història dels dos primers monstres és en realitat la història d'Ingeld, tal com va esmentar Alcuí de York als anys 790. El conte d'Agnar explica com va ser tallat per la meitat pel guerrer Bothvar Bjarki (Ós petit guerrer), i com va morir "amb els llavis separats en un somriure". Un paral·lelisme important entre Agnar i Grendel seria, doncs, que el monstre del poema té un nom potser compost per una combinació de les paraules gren i daelan. El poeta pot estar subratllant al seu públic que Grendel "va morir rient", o que era gren-dael[ed] o "grin-divid[ed]", després que Beowulf li va arrencar el braç de l'espatlla, el nom del qual significa abella-llop o ós.

## Versions modernes
- Grendel (1971), novel·la de John Gardner,[27] que conta la història de Beowulf, des del punt de vista de Grendel.[28]
- Grendel Grendel Grendel (1981), Dibuixos animats d'Alexander Stitt amb la veu de Peter Ustinov.[29]
- Beowolf i Grendel (2005) pel·lícula dirigida pel director suec Sturla Gunnarsson.[30]